# Liniparhomaloptera disparis
Liniparhomaloptera disparis är en fiskart som först beskrevs av Lin, 1934.  Liniparhomaloptera disparis ingår i släktet Liniparhomaloptera och familjen grönlingsfiskar. IUCN kategoriserar arten globalt som otillräckligt studerad.

## Underarter
Arten delas in i följande underarter:
- L. d. disparis
- L. d. qiongzhongensis